# Викторов, Максим Валерьевич
Максим Валерьевич Викторов (22 июня 1972, Москва) — российский общественный деятель, юрист, меценат, коллекционер. Член Общественной палаты РФ, первый заместитель председателя президиума Российской ассоциации содействия науке. Работал советником Министра обороны РФ. Председатель совета Фонда инвестиционных программ и управляющий партнер юридической компании Legal Intelligence Group. Председатель совета директоров Управляющей компании Evocorp. Учредитель Московского международного конкурса скрипачей имени Паганини, профессор НИУ-ВШЭ.
Член негосударственной Академии проблем безопасности, обороны и правопорядка в звании «академик».

## Биография
- В 1997 году с отличием окончил Юридический факультет МГУ имени М. В. Ломоносова.
- С 1989 года по 1990 год — сотрудник Следственного управления Прокуратуры РСФСР
- С 1991 года по 1992 год служил в войсках КГБ СССР и Федеральном агентстве правительственной связи и информации при Президенте РФ
- С 1992 года по 1996 год — помощник по юридическим вопросам председателя правительства Московской области
- С 1996 года управляющий партнер юридической компании Legal Intelligence Group (партнеры: профессор Маковский А. Л., профессор Суханов Е. А.)[4][5]
- В феврале 1998 года назначен ответственным секретарем совета по банкам и банковской деятельности при губернаторе Московской области
- В 1998 года по представлению губернатора Московской области избран заместителем председателя избирательной комиссии Московской области
- С 1999 года — председатель совета Фонда инвестиционных программ, осуществляющего реализацию ряда инновационных и исследовательских проектов, прежде всего в области глобальных мировых тенденций и рисков[6]
- С 2000 года по 2003 год — член комиссии экспертно-консультативного совета по проблемам национальной безопасности Федерального Собрания Российской Федерации
- С 2005 года по 2008 год — заместитель председателя экспертного совета по массовым коммуникациям при Министерстве культуры и массовых коммуникаций Российской Федерации
- С 2006 года — член попечительского совета Московского суворовского военного училища. Член Попечительского Совета Фонда Принца Майкла Кентского.
- С 2007 года по 2009 год — член попечительского совета Государственного академического Большого театра России
- С 2009 года — член Общественного комитета содействия развитию библиотек России
- С 2009 года — председатель редакционной коллегии научно-публицистического журнала «Юнион Мэгэзин» (Union Magazine), освещающего проблемы развития глобальных мировых тенденций и ключевых рисков
- С 2009 года по 2011 год — член попечительского совета Государственного музея изобразительных искусств им. А. С. Пушкина
- С 2009 года по 2011 год — член советов директоров ОАО «Московская нефтегазовая компания», ОАО «Московский НПЗ», Moscow NPZ Holdings B.V. и Sibir Energy PLC, ОАО «КСК»
- Председатель совета директоров Управляющей компании Evocorp
- С 2011 года — член совета содействия Олимпийского комитета России
- С 2011 года — первый заместитель председателя президиума Общероссийской общественной организации «Российская ассоциация содействия науке» (аналог AAAS США), учредителями которой в том же году выступили Викторов М. В., академик Велихов Е. П., нобелевский лауреат Алферов Ж. И., академик Черешнев В. А. и др.

## Фонд инвестиционных программ
Фонд инвестиционных программ является семейным фондом Максима Викторова.
Фонд при поддержке Президента РФ и при содействии Министерства культуры РФ осуществляет ряд гуманитарных проектов федерального и регионального значения. Фонд под руководством Максима Викторова оказывает помощь своим стипендиатам, в том числе детям погибших при исполнении служебных обязанностей военнослужащих и сотрудников правоохранительных органов.
Известно о разработанном при участии Фонда проекте Культурно-просветительского центра «Дом искусств», состоящего из концертного зала и картинных галерей. С 2007 года по н.в. Фонд выступает организатором концертов, которые становятся уникальными событиями в общемировом масштабе. 1 сентября 2007 г. в день празднования 860-летия г. Москвы Фонд организовал концерт «Шедевры скрипичного искусства на Красной площади», в марте 2008 года Фонд провел серию концертов «Экс-Вьетан в Москве».
В ноябре 2008 года Максимом Викторовым был организован концерт «Посвящение Гварнери дель Джезу». 30 ноября 2008 года при участии Максима Викторова состоялось торжественное открытие «Декабрьских вечеров Святослава Рихтера» в Государственном музее изобразительных искусств имени А. С. Пушкина.
В сентябре 2010 года в рамках проведения Международного военно-музыкального фестиваля «Спасская башня» в Александровском зале Московского Кремля Фонд провел концерт классической музыки.
Фонд ведет работу по созданию Энциклопедии скрипичного искусства.
Фонд располагается в Успенском замке.

## Московский международный конкурс скрипачей имени Паганини
В 2003 году Викторов М. В. учредил Московский международный конкурс скрипачей имени Паганини.
По итогам первого конкурса телеканал «Си-Эн-Эн» сообщил: «Московский конкурс скрипачей ещё раз показал миру, что музыкальное образование в России — одно из лучших в мире.
В разные годы участниками конкурса становились представители более чем 40 стран мира.

## Московское суворовское военное училище
В 2007 году Викторов М. В. как член попечительского совета Московского суворовского военного училища спонсировал масштабные работы по совершенствованию объектов учебно-материальной базы училища, а также под патронатом Викторова был построен новый спортивный комплекс.

## Общественная палата РФ
Викторов М. В. осуществляет взаимодействие Общественной палаты с ОБСЕ по наиболее острым вопросам исполнения международных соглашений РФ, в том числе со спецпредставителем и координатором ОБСЕ по борьбе с торговлей людьми.

## Законотворческая и консультационная деятельность
Принимал участие в разработке законопроектов, связанных с внесением изменений в действующее законодательство с целью противодействия и предупреждения противоправных захватов имущественных комплексов.
Автор ряда аналитических материалов, отражающих тенденции развития преступлений в сфере злоупотреблений инсайдерской информацией, манипуляций ценами на организованном рынке, правонарушений в сфере корпоративного управления.
Группа правовых исследований под руководством Викторова М. В. обеспечивала проведение международных экспертиз, в том числе с привлечением специалистов Гарвардского университета, а также организовывала взаимодействие Следственного комитета при МВД России с представителями Федерального бюро расследований США.

## Семья
Викторов М.В. состоит в браке с Анастасией Борисовной Викторовой. В семье четыре сына и дочь: Валерий, Георгий, Александр, Роман и Диана.
В 2020 году была подтверждена информация о том, что старший сын Валерий является совладельцем издания «Русский пионер».

## Награды и благодарности
Награждён медалью «За боевое содружество», медалью «В память 850-летия Москвы», другими государственными и общественными наградами, а также наградами иностранных государств. Имеет благодарности ФСБ России.

## Санкции
15 января 2025 года внесена в санкционные списки США за распространение пророссийской пропаганды войны против Украины.
8 августа 2025 года внесен в санкционные списки Украины.

## Коллекционирование
Обладает большой частной коллекцией скрипок. 

## Юридическая поддержка братьев Ротенбергов
Согласно информации, полученной благодаря утечке данных, которые  легли в основу журналистких расследований под названием «Архив Ротенбергов», ключевой фигурой, помогающей братьям Ротенбергам в обходе санкций, являлся Максим Викторов. Его юридическая фирма и компания "Эвокорп" вели дела Ротенбергов после того, как те попали под санкции.